# 畑中浩一
畑中 浩一（はたなか こういち、1944年1月15日 - 2012年9月23日）は、日本の経営者。パナソニック電工社長、会長を務めた。

## 経歴
福井県出身。1967年に京都大学経済学部経済学科を卒業し、同年に松下電工に入社。
1998年2月に取締役に就任し、2002年2月に常務を経て、2003年12月には社長に就任。2010年6月には特別顧問に就任。
2012年9月23日悪性リンパ腫のために死去。68歳没。